# Michael Maxmilián František z Althannu
Michael Maxmilián František hrabě z Althannu (německy Michael Maximilian Franz Reichsgraf von Althann; 13. března 1769 Vídeň – 28. listopadu 1834 Svojšice) byl rakouský šlechtic z hraběcího rodu Althannů, majitel statků v Čechách, Rakousku a jižní části Kladského hrabství.

## Život
Narodil se roku 1769 ve Vídni jako nejmladší syn Michaela Jana IV. z Athannu (1710–1778) a jeho čtvrté manželky Marie Kristýny Juliany z Wildensteinu (1727–1794). Měl bratra Michaela Františka Antonína (1760–1817), který zastával významné úřady u císařského dvora ve Vidni.
V mládí pobýval na císařském dvoře, kde zastával řadu funkcí. V roce 1796 se oženil s Marií Františkou Eleonorou z Thürheimu (1774–1818), se kterou měl čtyři syny:
- 1. Michael Josef (13. 6. 1798 Linec – 5. 8. 1861 Mezilesí), manž. 1830 hraběnka Eleonora z Hartigu (9. 11. 1810 – 21. 2. 1838)[3][4]
- 2. Michael Karel (2. 5. 1801 Linec – 16. 5. 1881 Cannes), I. manž. 1832 hraběnka Luisa z Nostic-Rokytnice (27. 6. 1805 – 24. 4. 1849 Milíčeves), II. manž. 1850 Caroline Sarah Thomas (9. 3. 1827 – 19. 10. 1880 Mnichov)[3][5]
- 3. Michael Gustav (19. 2. 1807 Linec – 27. 5. 1864 Vídeň), manž. 1838 Klementina Pejačević (17. 4. 1817 Osijek – 1. 1. 1889 Linec)[3][6]
- 4. Michael Ludvík Leopold Ferdinand (29. 7. 1808 Linec – 30. 5. 1890 Scharbeutz), manž. 1836 Marie Pejačević  (20. 4. 1811 Osijek – 28. 5. 1883 tamtéž)[3][7]

Od mládí sloužil v armádě, bojoval v rakousko-turecké válce a v roce 1789 se zúčastnil dobytí Bělehradu. Později bojoval v Nizozemí a následně se zúčastnil napoleonských válek. Dosáhl hodnosti majora a za zásluhy získal Leopoldův řád. Po smrti svého staršího bratra Michaela Františka Antonína, zesnulého bez dědiců v roce 1817, převzal rodové statky v Kladsku, mj. majorát v Mezilesí, panství Roztoky a Vlkanov. V Čechách vlastnil fideikomisní panství Králíky a Svojšice. Další majetek vlastnil v Dolním Rakousku (Murstetten, Zwentendorf). V Horních a Dolních Rakousích získal 8. května 1824 (nebo 1826)[zdroj?] od rakouského císaře Františka I. pro svůj rod dědičnou hodnost zemského nejvyššího kráječe, sudího a štítonoše. Historicky po předcích byl také nositelem čestného titulu španělského granda I. třídy.
Za jeho vlády se rozvíjely nové cechy zedníků a kameníků, což souviselo s částečným úpadkem tkalcovství v jižních Sudetech v důsledku válek. V letech 1827–1833 byla na jeho panství vybudována nová silnice spojující Vratislav s Vídní, která zlepšila komunikační dostupnost jižní části Kladska s ostatními regiony Pruska a Rakouska.
Hrabě Michael Maxmilián František z Althannu zemřel 28. listopadu roku 1834 na zámku ve Svojšicích. Ve Svojšicích je také pohřben na starém hřbitově u kostela sv. Václava.